# Dunaszekcső
Dunaszekcső (Duits: Seetschke) is een plaats (község) en gemeente in het Hongaarse comitaat Baranya. Dunaszekcső telt 2080 inwoners (2011).